# Ptochophyle peristoecha
Ptochophyle peristoecha là một loài bướm đêm trong họ Geometridae.